# Trollové: Světové turné
Trollové: Světové turné je americký animovaný komediální film režiséra Walt Dohrn. Ve filmu se objevili Anna Kendrick, Justin Timberlake, Rachel Bloom, James Corden, Ron Funches, Kelly Clarkson, Anderson Paak, Sam Rockwell, George Clinton a Mary J. Blige.

## Obsazení
| Anna Kendrick     | Poppy           |
| Justin Timberlake | Branche         |
| James Corden      | Biggie          |
| Ozzy Osbourne     | Thrash          |
| Rachel Bloom      | Barb            |
| George Clinton    | Quincy          |
| Mary J. Blige     | Essence         |
| Kelly Clarkson    | Delta Bella     |
| Sam Rockwell      | Hickory         |
| Ron Funches       | Cooper          |
| Gwen Stefani      | DJ Suki         |
| Icona Pop         | Satin, Chenille |
| Kunal Nayyar      | Diamant         |
| Jamie Dornan      | Chaz            |